# Melitta montana
Melitta montana är en biart som beskrevs av Wu 1992. Melitta montana ingår i släktet blomsterbin, och familjen sommarbin. Inga underarter finns listade i Catalogue of Life.